# 逆平行線
幾何学における逆平行（ぎゃくへいこう、英: antiparallel）は、2直線が横断線mについて、反対側の角が等しい状態を指す用語。一般には2直線l1, l2が、2直線m1, m2の成す角の二等分線に対して逆平行であるとき、他の2直線m1, m2に対して逆平行である。反平行、対平行とも呼ばれる。
円に内接する四角形では、対辺がもう一組の対辺に対して逆平行である。
|  |  |
|  |  |

## 関係
1. 三角形の2つの辺の対頂点の頂垂線の足を結ぶ直線は、三つ目の辺と逆平行。
2. 三角形の外接円の頂点における接線は対辺と逆平行。
3. 頂点における外接円の半径は対辺と逆平行な直線に垂直。

赤い角は大きさが等しい。ED及び、Bにおける接線はACに逆平行かつMBに垂直。

## 円錐
斜円錐において、 円錐との断面が円であるような平行な面の族が2つある。このうち一つはある断面円に平行であり、もう一方はアポロニウスによってsubcontrary sectionsと呼ばれている。
|  |  |  |

円錐の頂点と、円錐の表面上の点と、二つの逆平行な面との断面の円におけるその点の対蹠点が成す三角形（ABCとADB）は相似である。これはCBとBDが逆平行であることから従う。またアポロニウスの1つ目の書籍の命題5に記述がある。